# Józefa Kruszka
Józefa Janina Kruszka (ur. 20 sierpnia 1923 w Jabłowie Pałuckim, zm. 14 kwietnia 2010 w Bydgoszczy) – polska rolniczka, poseł na Sejm PRL VI kadencji.

## Życiorys
Córka Tomasza i Zofii. Uzyskała wykształcenie podstawowe. Prowadziła rodzinne gospodarstwo rolne. Pełniła funkcję przewodniczącej prezydium Gromadzkiej Rady Narodowej w Nowej Wsi Wielkiej. Została wybrana na wiceprezes Gromadzkiego Komitetu Zjednoczonego Stronnictwa Ludowego, ponadto była członkinią Powiatowego Komitetu i prezydium Wojewódzkiego Komitetu ZSL. Zasiadała w Radzie Nadzorczej Gminnej Spółdzielni „Samopomoc Chłopska” w Solcu Kujawskim. Działała w Kole Gospodyń Wiejskich i Lidze Kobiet. W 1972 uzyskała mandat posła na Sejm PRL w okręgu Bydgoszcz. Zasiadała w Komisji Zdrowia i Kultury Fizycznej.
Pochowana 19 kwietnia 2010 na cmentarzu w Nowej Wsi Wielkiej.